# LLA Valon
LLA Valon (lub LLAValon) – obrzędowy zespół Lwóweckiego Lata Agatowego o płynnym składzie. Powstał w 1999 roku w Lwówku Śląskim.

## Historia
Liderem i założycielem grupy był Aleksander Rafał Hołoga (śpiew, gitara akustyczna; kompozytor i autor tekstów piosenek). W pierwszych latach działalności utwory muzyczne LLA Valonu nawiązywały do tradycji muzyki celtyckiej i były oparte na brzmieniu gitary, bębnów i fletu. W lipcu 2004 roku podczas VII LLA grupa zaprezentowała zwycięzców konkursu na najciekawszą kolekcję minerałów. W listopadzie LLA Valon występował na XIII Targach Turystycznych w Görlitz (5-7.11.2004). Zespół zagrał na scenie głównej dwa koncerty wzbudzając aplauz słuchaczy. W lutym następnego roku ceremoniał waloński i krótki koncert w jego wykonaniu zakończył obrady konwentu Euroregionu Nysa (14.02.2005, Lwówek Śląski). 15 lipca 2005 roku o godz. 21:00 LLA Valon wystąpił podczas VIII Lwóweckiego Lata Agatowego w typowo rockowym składzie, jako support Maryli Rodowicz (występ o godz. 22:30). Oprócz A. R. Hołogi w skład zespołu wchodzili wówczas: Radosław Wojciechowski (gitara solowa, bębny, aranżacje utworów), Tomasz Reksa (gitara basowa, bębny), Łukasz Wilczewski (bębny), Sławomir Nowak (perkusja, bębny) i Krzysztof Stanisz (akordeon, instrumenty klawiszowe). Również w tym składzie, lecz z gościnnym udziałem Edyty Bordziłowskiej (śpiew) nagrał siedmioutworowy album promocyjny, pt. LLA Valon. Obrzędowy zespół Lwóweckiego Lata Agatowego z piosenkami autorstwa Hołogi. 12 sierpnia 2005 roku zespół wystąpił w Galerii Za Miedzą podczas otwarcia wystawy, zatytułowanej Ogniem i mieczem na wesoło (fotografie Zenona Żyburtowicza oraz rysunki słynnych polskich satyryków, spotkanie z twórcami wystawy) w ramach IX Ogólnopolskiego Festiwalu Filmów Komediowych w Lubomierzu. 26 listopada 2005 r. w Sali Rycerskiej lwóweckiego ratusza, uświetnił swoim występem imprezę podsumowującą VIII Lwóweckie Lato Agatowe. Ponadto muzycy występowali na jednej scenie obok: Tomasza Wachnowskiego, Stanisława Soyki oraz zespołu Kombajn do Zbierania Kur po Wioskach. Wzięli także udział w lwóweckiej Wielkiej Orkiestrze Świątecznej Pomocy, czy w turnieju Polskie Radio Program III – Augustów (Szklarska Poręba). W styczniu 2006 roku zespół opuścili: Wojciechowski, Reksa, Wilczewski i Nowak. LLA Valon jeszcze wielokrotnie występował podczas LLA, m.in. prezentując program obrzędowy X Agatowych Lat w 2007 r., lecz często spychany był do roli muzycznego przerywnika podczas ogłoszenia wyników danego konkursu. Zmieniał się także skład zespołu, co można było zauważyć, np. podczas jego występu w lipcu 2013 roku (zdarzało się również, że Hołoga korzystał z playbacku i występował z towarzyszeniem grupy statystów przebranych za Walończyków). Grupa wystąpiła także podczas XII OFFK (15.08.2008, Lubomierz), I Lwóweckiego Festiwalu Piwa (20.06.2009, Stadion Miejski w Lwówku Ślaskim), Festiwalu Smaków Regionalnych (12.06.2010, Stadion Miejski w Lwówku Śl.), Dni Kowar – Zlot Duchów Podziemi (11.09.2010, Kowary), Lwóweckiej Biesiady Browarów Regionalnych (18.06.2011, Stadion Miejski w Lwówku Śl.) oraz dwukrotnie podczas zgorzeleckich Jakubów (26.08.2012 i 24.08.2013, Zgorzelec). A. R. Hołoga daje również recitale solowe, jest także autorem hymnu Lwówka Śląskiego. Po raz ostatni pod szyldem LLA Valon wystąpił na Lwóweckim Lecie Agatowym w 2017 roku, ponieważ od 2018 roku rozpoczął współpracę z organizatorami Sudeckiego Festiwalu Minerałów w Lubaniu. 22 listopada 2008 roku S. Nowak wziął udział w koncercie Zespół Piosenki Naiwnej i jego goście (w ramach sympozjum Silny potrzebuje słabego), który odbył się na Zamku Książąt Pomorskich w Szczecinie (Sala Bogusława). Zaśpiewał piosenki własnego autorstwa, akompaniując sobie na gitarze – wystąpił, m.in. obok zespołu "Chorzy na Odrę", jako support przed: Elżbietą Adamiak, Jackiem Kleyffem i Ryszardem Leoszewskim. Koncert został udokumentowany na tzw. płycie cegiełce, zatytułowanej Koncert na Zamku. Zespół Piosenki Naiwnej i goście. Po 13 latach byli muzycy grupy spotkali się w składzie: Radosław Wojciechowski (djembe), Tomasz Reksa (djembe), Łukasz Wilczewski (djembe), Sławomir Nowak (tamburyn), by 12 lipca 2019 roku o godz. 16:00 otworzyć swoim występem Międzynarodową Giełdę Minerałów i Wyrobów Jubilerskich w ramach XXII Lwóweckiego Lata Agatowego (12-14.07.2019).

## W mediach
Na stronie portalu Cyfrowy Dolny Śląsk znajduje się pierwszy numer czasopisma Karkonosze (styczeń/luty) z 2007 roku w którym opublikowano obszerny artykuł i zdjęcia autorstwa Daniela Antosika o lwóweckich Walończykach i o zespole LLA Valon (w składzie: A. R. Hołoga, R. Wojciechowski, T. Reksa, Ł. Wilczewski, S. Nowak, K. Stanisz, E. Bordziłowska), zatytułowany Poszukiwacze szczęścia (wyszukiwarka: str. 19). W znajdującym się kilka stron wcześniej artykule, pt. Sudeckie Bractwo Walońskie również wykorzystano zdjęcia Antosika, przedstawiające Walończyków z Lwówka Śl. i zespół LLA Valon.